# Snubber
Um snubber (amortecedor) é um dispositivo usado para suprimir ou absorver um fenômeno indesejado: transientes ou picos de tensão em sistemas elétricos, oscilações de pressão em sistemas de fluídos, ou mesmo excessos de força, ou movimentos muito rápidos, em sistemas mecânicos.

## Sistemas elétricos
Os snubbers são frequentemente usados em sistemas elétricos para auxiliar "amortecendo" carga indutiva, onde a interrupção súbita do fluxo de corrente leva a um forte aumento na tensão através do dispositivo de comutação de corrente, de acordo com a lei de Faraday.
O transiente a ser suprimido pode ser uma fonte de interferência eletromagnética (EMI) para outros circuitos. Além disso, se a tensão excedente causada no dispositivo (que é indutor) for além do tolerável, poderá danificá-lo ou até destruí-lo.
O snubber fornece um caminho de corrente alternativo, temporário, de curto prazo, em torno do dispositivo de comutação, para que o elemento indutivo possa ser descarregado de forma mais segura e silenciosa.
Elementos indutivos muitas vezes não estão na intenção do projetista, surgindo dos loops de correntes implicados no circuito implementado. Embora comutação de corrente esteja em toda parte, snubbers geralmente apenas serão necessários quando um caminho de corrente principal for comutado, como em fontes de alimentação. 
Esses "amortecedores de elétrons" também são usados com frequência para evitar centelhamento (arcos voltaicos) nos contatos de relés e comutadores — ou para evitar interferência elétrica, ou para evitar o fenômeno da ressoldagem/colagem "espontânea" dos contatos (devido ao aquecimento exagerado e súbito durante as descargas).

### Snubbers RC

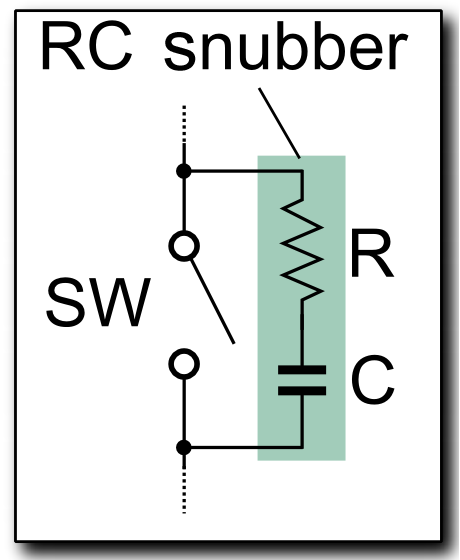
Esquema de Snubber RC

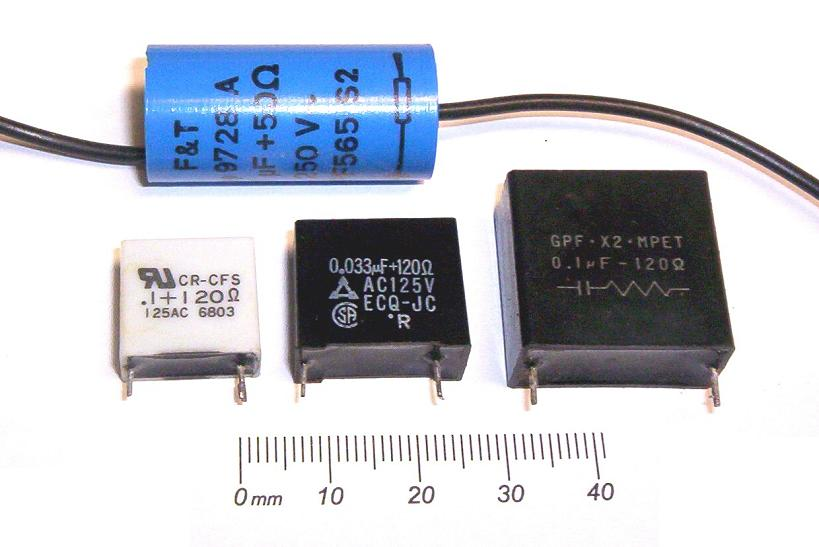
Snubbers RC

Desenho esquemático de um conversor flyback com um RCD snubber

Um "Snubber RC simples" usa um pequeno resistor (R) em série com um pequeno capacitor (C). Combinação que pode ser usada para suprimir o aumento rápido da tensão em cima de um tiristor, por exemplo, o que o impediria de ser ativado corretamente. O snubber limita a taxa de aumento na tensão (dV/dt) a um valor que não confunda o Gate do tiristor.
Se adequadamente projetado, um Snubber RC pode ser usado tanto com cargas DC como com cargas AC. Trata-se do tipo de snubber que mais comumente é aplicado a cargas indutivas, tais como motores elétricos. 
Explicação do esquema
A tensão através de um capacitor não pode mudar instantaneamente, então uma corrente transitória decrescente irá fluir através dele por uma pequena fração de segundo. Esse movimento permitirá que a voltagem sobre o interruptor aumente mais lentamente, quando ele mudar para o estado "aberto".
A determinação da tensão nominal pode ser difícil, devido à natureza das formas de onda transientes. Entretanto, pode ser achada através da potência nominal dos componentes do snubber e da aplicação.
Snubbers RC podem ser construídos mediante componentes eletrônicos discretos, ou existirem como componentes únicos, inteiriços (cf. célula Boucherot).

### Diodo como "snubber"
Quando o fluxo de corrente é DC, um diodo retificador simples é frequentemente empregado. O snubber (amortecedor) de diodo é ligado em paralelo com cargas indutivas; por exemplo, um relé de bobina ou um  motor elétrico. Ele é  instalado de forma a não conduzir quando as condições forem as normais. Caso a corrente de condução externa seja interrompida, a corrente induzida fluirá através do diodo; a energia retida devido à indução gradualmente será dissipada através da "queda de tensão" do diodo, e na resistência do próprio indutor.
Uma desvantagem de se usar um diodo retificador simples como um snubber é que ele permitirá que a corrente continue fluindo por mais algum tempo, mantendo o indutor ativo durante esse tempo, ou seja, provavelmente um pouco além do desejado. Se esse "amortecedor" estiver sendo utilizado para um relé, tal efeito poderá causar atraso significativo no desengate do atuador.
O diodo deve entrar imediatamente no modo de condução direta quando a corrente de condução for interrompida. Mas a maioria dos diodos comuns, mesmo os diodos de silício "lentos", podem ser ativados rapidamente (em contraste com o tempo de sua recuperação reversa lenta). São suficientes para o amortecimento de dispositivos eletromecânicos tais como relés e motores.
Em casos de alta velocidade, onde a comutação seja mais rápida do que 10 nanossegundos, como acontece em certos reguladores de potência comutados, diodos "rápidos", "ultra-rápidos", ou Diodos Schottky, podem vir a ser necessários.

### Snubbers RCD
Projetos mais sofisticados não utilizam apenas o diodo, sozinho. Costumam aplicá-lo junto a uma rede de filtragem RC, composta por resistor e capacitor.

### Os sofisticados "snubbersde estado sólido"
Em alguns circuitos DC, um varistor ou dois diodos Zener da série inversa (coletivamente chamados de Transil ou Transorb) podem ser usados em vez do diodo simples. Como esses dispositivos dissipam potência significativa, o relé (cf. explicações na seção anterior) então poderá ser desligado mais rapidamente.
Uma vantagem do Transorb com apenas um diodo: ele protege contra sobretensão, em ambas as polaridades. E quando conectado ao terra, força a tensão a permanecer entre os limites das tensões de ruptura dos diodos Zener.
Um diodo Zener conectado ao terra protege contra transientes positivos que ultrapassam a tensão de ruptura característica do componente. Além de proteger contra transientes negativos maiores do que a queda de tensão normal do diodo diretamente polarizado.
Em circuitos CA, um snubber de diodo retificador não pode ser usado. Caso um Snubber RC simples não seja adequado ao projeto, a opção deverá ser por um snubber bidirecional, mais complexo.

## Sistemas mecânicos
Na mecânica, é mais comumente usado o termo "amortecedor".  
Para tubos ou equipamentos, os amortecedores "controlam movimentação" em condições anormais. Por exemplo, durante terremotos, no desligamento de turbinas, ou o fechamento de válvulas de segurança ou de alívio.
A função do amortecedor na mecânica é permitir a movimentação normal em condições regulares, a movimentação desejada, sem que ocorram problemas térmicos causados por atritos; e restringir a peça para movimentação anormal, não-desejada, termicamente prejucial, quando sob condições irregulares de funcionamento.
O "amortecedor mecânico" utiliza meios mecânicos para gerar a força de retenção.

### Sistemas hidráulicos
Na hidráulica, o "amortecedor" permite a deflexão do tubo, sob condições operacionais normais. Submetido a uma carga de impulso, age dificultando o movimento do tubo.

## Leitura complementar
- Ott, Henry (1988). Noise Reduction Techniques in Electronic Systems. [S.l.: s.n.] ISBN 978-0471850687
- Horowitz, Paul; Hill, Winfield (1989). The Art Of Electronics. [S.l.: s.n.] ISBN 0-521-37095-7